# Jürg Fröhlich
Jürg Martin Fröhlich (nacido el 4 de julio de 1946 en Schaffhausen) es un matemático y físico teórico suizo. Es mejor conocido por introducir técnicas rigurosas para el análisis de modelos de mecánica estadística, en particular la ruptura continua de simetría (límites de infrarrojos),  y por ser pionero en el estudio de las fases topológicas de la materia utilizando teorías de campos efectivos de baja energía. 

## Biografía
En 1965, Fröhlich comenzó a estudiar matemáticas y física en la Eidgenössischen Technischen Hochschule Zürich. En 1969, bajo la dirección de Klaus Hepp y Robert Schrader, obtuvo el Diplom (“Vestir transformaciones en la teoría cuántica de campos”), y en 1972 obtuvo un doctorado en la misma institución bajo la dirección de Klaus Hepp. Después de visitas postdoctorales a la Universidad de Ginebra y la Universidad de Harvard (con Arthur Jaffe), ocupó una cátedra asistente en 1974 en el departamento de matemáticas de laUniversidad de Princeton. De 1978 a 1982 fue profesor en el Institut des Hautes Études Scientifiques de Bures-sur-Yvette en París, y desde 1982 es profesor de física teórica en la ETH, donde fundó el Centro de Estudios Teóricos.
A lo largo de su carrera, Fröhlich ha trabajado en la teoría cuántica de campos (incluida la teoría cuántica de campos axiomática, la teoría de campos conforme y la teoría cuántica de campos topológica), en el tratamiento matemático preciso de modelos de mecánica estadística, en teorías de transición de fase, en el efecto Hall cuántico fraccionario, y sobre la geometría no conmutativa.

## Honores y premios
En 1991 recibió junto a Thomas Spencer el premio Dannie Heineman, en 1997 recibió el premio Marcel Benoist, en 2001 ganó la medalla Max Planck de la Deutschen Physikalischen Gesellschaft y en 2009 recibió el premio Henri Poincaré. Es miembro de la Academia Europaea y de la Academia de Ciencias y Humanidades de Berlín-Brandenburgo. En 2012 se convirtió en miembro de la Sociedad Matemática Estadounidense.  En 1978, Fröhlich pronunció un discurso invitado en el Congreso Internacional de Matemáticos en Helsinki (“Sobre las matemáticas de las transiciones de fase”) y en 1994 en la charla plenaria del ICM en Zurich (“The FQHE, Chern-Simons Theory and Integral Lattices ”). También fue coautor de un libro  sobre trivialidad cuántica. En 2020 fue elegido miembro internacional de la Academia Nacional de Ciencias. 

## Trabajos seleccionados
- Fernandez, Roberto; Jürg, Fröhlich M.; Sokal, Alan D. (1992). Random walks, critical phenomena, and triviality in quantum field theory. Springer. ISBN 0-387-54358-9.
- Fröhlich, Jürg (1978). «The Pure phases (harmonic functions) of generalized processes or: Mathematical physics of phase transitions and symmetry breaking». Bulletin of the American Mathematical Society 84 (2): 165-193. doi:10.1090/S0002-9904-1978-14445-0.
- «Seminario: Some recent rigorous results in the theory of phase transitions and critical phenomena». numdam.org. 1982. Consultado el 8 de agosto de 2021.
- Driessler, W.; Fröhlich, Jürg (1977). «The Reconstruction of Local Observable Algebras from the Euclidean Green's Functions of a Relativistic Quantum Field Theory». Annales de l'Institut Henri Poincaré 27: 221-236. Bibcode:1977AIHPA..27..221D.
- Eckmann, Jean-Pierre; Epstein, David; Fröhlich, Jürg (1976). «Asymptotic Perturbation Expansion for the S Matrix and the Definition of Time Ordered Functions in Relativistic Quantum Field Models». Annales de l'Institut Henri Poincaré 25: 1-34.
- Fröhlich, Jürg M.; Studer, Urban M.; Thiran, Emmanuel (1994). «Quantum theory of large systems of nonrelativistic matter». Les Houches Lectures. arXiv:cond-mat/9508062.
- Chen, Thomas; Fröhlich, Jürg; Seifert, Maximilian (1995). «Renormalization group methods: Landau-Fermi liquid and BCS superconductor». Les Houches Lectures. Bibcode:1995cond.mat..8063F. arXiv:cond-mat/9508063.
- Fröhlich, Jürg; Grandjean, Olivier; Recknagel, Andreas (1995). «Supersymmetric quantum theory, noncommutative geometry, and gravitation». Les Houches Lectures. arXiv:hep-th/9706132.
- Fröhlich, Jürg; Simon, Barry; Spencer, Thomas (1976). «Infrared Bounds, Phase Transitions and Continuous Symmetry Breaking». Communications in Mathematical Physics 50 (1): 79-95. Bibcode:1976CMaPh..50...79F. S2CID 16501561. doi:10.1007/BF01608557.